# Cyrillus
Cyrillus est une entreprise de prêt-à-porter fondée en 1977. Depuis 2021 elle appartient au groupe MGA Paris.

## Histoire
La marque Cyrillus est créée par Danielle Telinge, qui conçoit en 1977 ses premiers modèles. Elle baptise sa collection Cyrillus, en référence à son fils Cyril.
Cyrillus propose des articles pour toute la famille (femme, homme, fille, garçon, bébé et maison) ainsi que du linge de maison.

### Actionnariat
D'abord entreprise familiale, Cyrillus devient en 1984 une filiale du groupe Redoute,.
En mars 2013, le pôle enfants-famille, composé des marques Vertbaudet et Cyrillus est cédé à Alpha Private Equity Fund 6 (APEF 6) pour 119 millions d'euros,.
La direction de cet ensemble Cyrillus Vertbaudet Group est confiée à Thierry Jaugeas (ex Valeo, Sephora, Camaieu, Vivarte) en 2015.
En septembre 2018, Alpha Private Equity Fund remet en vente Cyrillus. « L’idée est de trouver la perle rare capable d’investir dans un réseau de vente quelque peu vieillissant ».
En 2021, Cyrillus est rachetée par le groupe MGA Paris,.

### Engagements
A l'automne 2017, l'idée de créer un site de revente née au sein de la marque. En janvier 2018, Cyrillus lance un site de revente entre particuliers : Seconde Histoire.

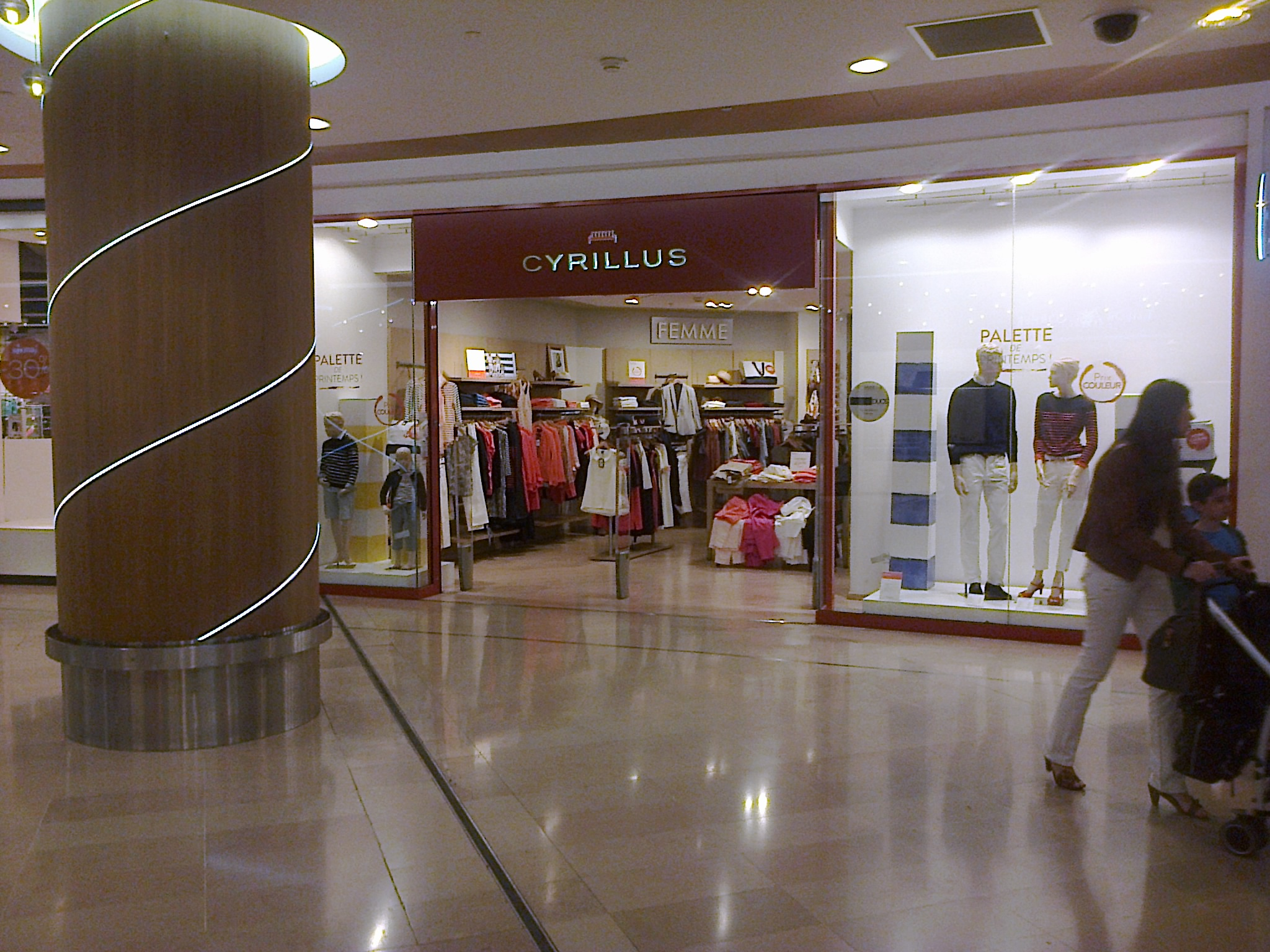
Boutique Cyrillus au centre commercial Les Quatre Temps à La Défense (Hauts-de-Seine)